# 1468
| [ Edytuj tabelę ]                          | |
| Król Polski                                | - 1447 Kazimierz IV Jagiellończyk 1492 |
| Książę Albanii                             | - 1443 Skanderbeg 1468 - 1446 Lekë Dukagjini 1481 |
| Współksiążęta Andory                       | - 1467 Roderic de Borja i Escriva 1472 - 1436 Gaston IV 1472 |
| Król Anglii                                | - 1461 Edward IV 1470 |
| Król Aragonii i Walencji, hrabia Barcelony | - 1458 Jan II Aragoński 1479 |
| Władca Azteków                             | - 1440 Montezuma I 1468 - 1468 Axayacatl 1481 |
| Elektor Brandenburgii                      | - 1440 Fryderyk II Żelazny 1471 |
| Książę Bawarii-Landshut                    | - 1450 Ludwik IX Bogaty 1479 |
| Książę Bawarii-Monachium                   | - 1460 Zygmunt 1501 - 1465 Albert IV Mądry 1503 |
| Książę Burgundii                           | - 1467 Karol Śmiały 1477 |
| Sułtan Brunei                              | - 1433 Sulaiman 1473 |
| Cesarz Chin                                | - 1464 Chenghua 1487 |
| Król Cypru                                 | - 1464 Jakub II 1473 |
| Król Czech                                 | - 1458 Jerzy z Podiebradów 1471 |
| Król Danii                                 | - 1448 Chrystian I 1481 |
| Dalajlama                                  | - 1391 Gendun Drup 1474 |
| Władca Egiptu                              | - 1467 Timurbugha 1468 - 1468 Ka'itbaj 1496 |
| Cesarz Etiopii                             | - 1434 Zara Jaykob Konstantyn 1468 - 1468 Beyde Marjam I 1478 |
| Król Francji                               | - 1461 Ludwik XI 1483 |
| Hrabia Holandii                            | - 1467 Karol Śmiały 1477 |
| Władca Inków                               | - 1438 Pachacutec 1471 |
| Cesarz Japonii                             | - 1464 Go-Tsuchimikado 1500 |
| Kalif                                      | - 1455 Al-Mustandżid 1479 |
| Król Kastylii i Leónu                      | - 1454 Henryk IV 1474 |
| Patriarcha Konstantynopola                 | - 1466 Dionizy I 1471 |
| Władca Korei                               | - 1455 Sejo 1468 - 1468 Yejong 1469 |
| Wielki książę litewski                     | - 1440 Kazimierz IV Jagiellończyk 1492 |
| Cesarz Majapahitu                          | - 1466 Suraprabhawa 1474 |
| Książę Mediolanu                           | - 1466 Galeazzo Maria 1476 |
| Senior Monako                              | - 1458 Lambert Grimaldi 1494 |
| Wielki książę moskiewski                   | - 1462 Iwan III Srogi 1505 |
| Król Nawarry                               | - 1441 Jan II Aragoński 1479 |
| Król Norwegii                              | - 1450 Chrystian I 1481 |
| Sułtan Omanu                               | - 1451 Umar ibn al-Chattab 1490 |
| Elektor Palatynatu                         | - 1449 Fryderyk I 1476 |
| Papież                                     | - 1464 Paweł II 1471 |
| Król Portugalii                            | - 1438 Alfons V 1481 |
| Cesarz Rzymski (niemiecki)                 | - 1440 Fryderyk III Habsburg 1493 |
| Kapitanowie Regenci San Marino             | - 1467 Simone di Antonio Belluzzi Maurizio di Antonio 1468 - 1468 Marino di Venturino Marino Giangi 1468 - 1468 Lodovico di Marino Calcigni Cecco di Giovanni da Valle 1469 |
| Elektor Saksonii                           | - 1464 Ernest Wettyn 1486 |
| Król Szkocji                               | - 1460 Jakub III 1488 |
| Król Szwecji                               | - 1467 Karol VIII Knutsson Bonde 1470 |
| Król Tajlandii                             | - 1448 Borommatrailokkanat 1488 |
| Sułtan Turków                              | - 1451 Mehmed II Zdobywca 1481 |
| Doża Wenecji                               | - 1468 Mikołaj Tron 1473 |
| Król Węgier                                | - 1458 Maciej Korwin 1490 |
| Cesarz Wietnamu                            | - 1460 Lê Thánh Tông 1497 |
| Wielki mistrz zakonu krzyżackiego          | - 1467 Heinrich Reuss von Plauen 1470 |

Rok 1468 / MCDLXVIII
stulecia: XIV wiek ~
XV wiek ~
XVI wiek

lata: 1458 «
1463 «
1464 «
1465 «
1466 «
1467 «
1468
» 1469
» 1470
» 1471
» 1472
» 1473
» 1478

## Wydarzenia w Polsce
- 29 lutego – został nadany pierwszy litewski kodeks - Statut Kazimierza Jagiellończyka.
- 8 maja – chrzest Fryderyka Jagiellończyka, królewicza polskiego, księcia litewskiego i przyszłego arcybiskupa gnieźnieńskiego, prymasa Polski i biskupa krakowskiego. Obrzędu chrztu dokonał biskup krakowski Jan Lutkowic z Brzezia, a ojcem chrzestnym był biskup ołomuniecki Protazy.
- Papież Paweł II zatwierdził wybór Mikołaja Tungena na biskupa warmińskiego przez kapitułę warmińską, co doprowadziło do konfliktu z królem Kazimierzem Jagiellończykiem.
- 25-30 czerwiec - małopolski sejmik generalny w Wiślicy z udziałem króla Kazimierza. Obradowano nad sprawą podatków na opłacenie rycerstwa zaciężnego
- lipiec - wielkopolski sejmik generalny w Kole z udziałem króla
- 9 października - sejm walny w Piotrkowie Trybunalskim z udziałem króla, na którym zajęto się podatkami na opłacenie żołdu rycerzy zaciężnych, sprawami fałszywych monet, taksami wojewodzińskimi, kompetencjami sądowymi starostów, nakazem posługiwania się w sądach prawem pisanym w trosce o jednolitość prawa w całym kraju. Był to pierwszy sejm walny Królestwa Polskiego, który odbył się z udziałem posłów wybranych na sejmikach.
- 6 grudnia - odbył się wielkopolski sejmik prowincjonalny w Kole
- 8 grudnia - odbył się małopolski sejmik prowincjonalny w Nowym Mieście Korczynie, na który przybyli też posłowie wielkopolscy
- obradował Sejm Wielkiego Księstwa Litewskiego w Wilnie[1].

## Wydarzenia na świecie
- Portugalska ekspedycja pod wodzą Ferdynanda, księcia Viseu zniszczyła marokańskie miast Anfa
- 12 maja – wojska węgierskie pod wodzą króla Macieja Korwina zaatakowały i po dwóch dniach zdobyły i spaliły czeskie miasto Třebíč.

## Urodzili się
- 29 lutego – Paweł III, papież kościoła katolickiego (zm. 1549);
- 29 marca – Karol I Wojownik z dynastii sabaudzkiej, książę Sabaudii i Piemontu (zm. 1490);
- 27 kwietnia – Fryderyk Jagiellończyk, królewicz polski, książę litewski, arcybiskup gnieźnieński, prymas Polski, biskup krakowski (zm. 1503)

## Zmarli
- 17 stycznia – Skanderbeg, albański przywódca, powstaniec i bohater narodowy (ur. 1405)
- 3 lutego – Johannes Gutenberg, niemiecki drukarz, wynalazca czcionki drukarskiej (ur. ok. 1400)
- 26 sierpnia – Zara Jaykob Konstantyn, cesarz Etiopii (ur. 1399)
- 26 września – Juan Torquemada, hiszpański kardynał, dominikanin (ur. 1388)
- 7 października – Sigismondo Pandolfo Malatesta, włoski kondotier, signore Rimini i Fano (ur. 1417)